# Davian Clarke
Davian Clarke (30 aprile 1976) è un ex velocista giamaicano.

## Palmarès
| Anno | Manifestazione          | Sede          | Evento      | Risultato        | Prestazione | Note              |
| ---- | ----------------------- | ------------- | ----------- | ---------------- | ----------- | ----------------- |
| 1992 | Mondiali juniores       | Seoul         | 4x400 m     | Argento          | 3'06"58     |                   |
| 1994 | Mondiali juniores       | Lisbona       | 200 m piani | Quarti di finale | 21"51       |                   |
| 1994 | Mondiali juniores       | Lisbona       | 4x400 m     | Argento          | 3'04"12     |                   |
| 1996 | Giochi olimpici         | Atlanta       | 4×400 m     | Bronzo           | 2'59"42     |                   |
| 1997 | Mondiali                | Atene         | 4×400 m     | Argento          | 2'56"75     |                   |
| 1998 | Giochi CAC              | Maracaibo     | 400 m piani | 4º               | 45"31       |                   |
| 1998 | Giochi CAC              | Maracaibo     | 4x400 m     | Argento          | 3'03"26     |                   |
| 1998 | Giochi del Commonwealth | Kuala Lumpur  | 4x400 m     | Oro              | 2'59"03     | Record dei Giochi |
| 1999 | Campionati CAC          | Bridgetown    | 400 m piani | Argento          | 45"49       |                   |
| 1999 | Campionati CAC          | Bridgetown    | 4x400 m     | Argento          | 3'03"82     |                   |
| 1999 | Giochi panamericani     | Winnipeg      | 4×400 m     | Oro              | 2'57"97     |                   |
| 1999 | Mondiali                | Siviglia      | 4×400 m     | Argento          | 2'59"34     |                   |
| 2000 | Giochi olimpici         | Sydney        | 400 m piani | Semifinale       | dnf         |                   |
| 2003 | Mondiali indoor         | Birmingham    | 4×400 m     | Oro              | 3'04"21     |                   |
| 2003 | Mondiali                | Parigi        | 4×400 m     | Argento          | 2'59"60     |                   |
| 2003 | Giochi panamericani     | Santo Domingo | 4×400 m     | Oro              | 3'01"81     |                   |
| 2004 | Mondiali indoor         | Budapest      | 400 m piani | Argento          | 45"92       |                   |
| 2004 | Mondiali indoor         | Budapest      | 4×400 m     | Oro              | 3'05"21     |                   |
| 2005 | Mondiali                | Helsinki      | 4×400 m     | Bronzo           | 2'58"07     |                   |
| 2006 | Mondiali indoor         | Mosca         | 400 m piani | 4º               | 45"93       |                   |
| 2006 | Giochi del Commonwealth | Melbourne     | 4×400 m     | Bronzo           | 3'01"94     |                   |